# ألبرت س. مارتن جونيور
ألبرت س. مارتن جونيور (بالإنجليزية: Albert C. Martin Jr.)‏ هو مهندس معماري أمريكي، ولد في 3 أغسطس 1913 في لوس أنجلوس في الولايات المتحدة، وتوفي في 30 مارس 2006 في سان لويس أوبيسبو في الولايات المتحدة.